# Ronde van Frankrijk 2014/Tiende etappe
De tiende etappe van de Ronde van Frankrijk 2014 werd verreden op maandag 14 juli 2014, de Franse nationale feestdag en ging van Mulhouse naar La Planche des Belles Filles over een afstand van 161,5 km.

## Parcours
Het is een bergrit met vier beklimmingen van de eerste, twee van de tweede en een van de derde categorie. De etappe heeft een tussensprint op 39,5 km bij Muhlele.

## Verloop
De etappe begon in stromende regen. Direct na de start gingen zeven renners ten aanval: Thomas Voeckler, Lieuwe Westra, Giovanni Visconti, Christophe Riblon, Amaël Moinard, Markel Irizar en Arnaud Gérard. Er kwam een tegenreactie van drie renners: Peter Sagan, Joaquim Rodríguez en Jan Bárta. Even later demarreerde ook Jérôme Pineau uit het peloton. Sagan, Rodríguez en Barta konden bij de kopgroep aansluiten, Pineau lukte dit niet. In het laatste deel van de beklimming van de Col du Firstplan en de afdaling viel de groep uiteen, waarbij Sagan alleen voorop kwam. Na de tussensprint liet Sagan zich terugzakken en was de kopgroep weer compleet. Uit het peloton reed een groep weg bestaande uit Michał Kwiatkowski, Tony Martin, Rein Taaramäe, Reto Hollenstein en Marcel Wyss.
Westra viel in de beklimming van de Petit Ballon aan, en kreeg Voeckler mee. Moinard, Rodríguez en Visconti wisten een voor een nog aan te sluiten, later ook Riblon en Barta. Op de top sprintten Rodríguez en Voeckler voor de punten voor de bolletjestrui. In de afdaling sloot de groep-Kwiatkowski, zonder Hollenstein, maar met Irizar en Sagan, aan bij de kopgroep. Alberto Contador viel hard, en kon pas na 4 minuten weer op de fiets stappen. Later in de rit zou hij afstappen, achteraf bleek hij zijn scheenbeen gebroken te hebben. Ook Tiago Machado had een ernstige val. In de beklimming van de Col du Platzerwasel moesten Sagan en Irizar de kopgroep opnieuw laten gaan. Tony Martin gaf bijna alleen het tempo aan in de kopgroep, waar Westra het tempo niet kon bijhouden. De voorsprong was 4.34 maar loopt langzaam terug richting de 2.35 op de top van de Col des Croix.
In de beklimming van de Col des Chevrères moest Martin, die de hele tijd alleen de kopgroep had geleid, Kwiatkowski nam de leiding over, en alleen Voeckler, Rodríguez, Visconti en Moinard konden bijblijven. Na nog een versnelling moesten ook Voeckler en Moinard passen. Rodríguez nam over, en liet ook Visconti en later Kwiatkowski achter. Bij het peloton waren rijders als geletruidrager Tony Gallopin, Pierre Rolland en Andrew Talansky in de problemen. Meer rijders vielen weg uit het peloton, dat op de top nog minder dan 20 rijders telde. Kwiatkowski zakte terug tot achter Visconti. Michele Scarponi viel in de afdaling. Visconti, en even later ook Kwiatkowski en Moinard, kwamen terug bij Rodríguez. Kwiatkowski daalde zeer snel, loste de andere drie, en alleen Rodríguez kon terugkomen.
In de klim reed Rodríguez weg van Kwiatkowski. Daniel Navarro ging uit de favorietengroep in de aanval. Onder leiding van Scarponi haalde deze groep diverse overblijvende ontsnappers in: Voeckler, Riblon, Visconti. Toen Scarponi wegviel, zette Nibali aan. Niemand kon volgen, en hij haalde Kwiatkowski in, die ook werd bijgehaald door het restant van de favorietengroep. Ruim een kilometer voor de finish haalde Nibali Rodríguez bij. Achter hen reed een groepje bestaande uit Richie Porte, Tejay van Garderen, Jérôme Pineau, Alejandro Valverde en Romain Bardet. Op het laatste steile stuk reed Nibali nog weg van Rodríguez, en ook de groep-Porte haalde hem nog in.
Naast Contador stapten ook Ted King en Mathew Hayman in deze etappe af.

### Tussensprint
| Tussensprint Muhlele na 39,5 km |                    |        |
| Plaats                          | Naam               | Punten |
| Winnaar                         | Peter Sagan        | 20     |
| 2                               | Lieuwe Westra      | 17     |
| 3                               | Christophe Riblon  | 15     |
| 4                               | Markel Irizar      | 13     |
| 5                               | Thomas Voeckler    | 11     |
| 6                               | Amaël Moinard      | 10     |
| 7                               | Joaquim Rodríguez  | 9      |
| 8                               | Giovanni Visconti  | 8      |
| 9                               | Arnaud Gérard      | 7      |
| 10                              | Jan Bárta          | 6      |
| 11                              | Tony Martin        | 5      |
| 12                              | Reto Hollenstein   | 4      |
| 13                              | Marcel Wyss        | 3      |
| 14                              | Michał Kwiatkowski | 2      |
| 15                              | Rein Taaramäe      | 1      |

### Bergsprint
| Beklimming Col du Firstplan (722 m) na 30,5 km | Beklimming Col du Firstplan (722 m) na 30,5 km | Beklimming Col du Firstplan (722 m) na 30,5 km | 2e cat. 8,3 km à 5,4 % | 2e cat. 8,3 km à 5,4 % |
| Plaats                                         | Naam                                           | Naam                                           | Punten                 |                        |
| Winnaar                                        | Thomas Voeckler                                | Thomas Voeckler                                | 5                      |                        |
| 2                                              | Joaquim Rodríguez                              | Joaquim Rodríguez                              | 3                      |                        |
| 3                                              | Peter Sagan                                    | Peter Sagan                                    | 2                      |                        |
| 4                                              | Christophe Riblon                              | Christophe Riblon                              | 1                      |                        |

| Beklimming Petit Ballon (1 163 m) na 54,5 km | Beklimming Petit Ballon (1 163 m) na 54,5 km | Beklimming Petit Ballon (1 163 m) na 54,5 km | 1e cat. 9,3 km à 8,1 % | 1e cat. 9,3 km à 8,1 % |
| Plaats                                       | Naam                                         | Naam                                         | Punten                 |                        |
| Winnaar                                      | Joaquim Rodríguez                            | Joaquim Rodríguez                            | 10                     |                        |
| 2                                            | Thomas Voeckler                              | Thomas Voeckler                              | 8                      |                        |
| 3                                            | Amaël Moinard                                | Amaël Moinard                                | 6                      |                        |
| 4                                            | Lieuwe Westra                                | Lieuwe Westra                                | 4                      |                        |
| 5                                            | Giovanni Visconti                            | Giovanni Visconti                            | 2                      |                        |
| 6                                            | Christophe Riblon                            | Christophe Riblon                            | 1                      |                        |

| Beklimming Col du Platzerwasel (1 193 m) na 71,5 km | Beklimming Col du Platzerwasel (1 193 m) na 71,5 km | Beklimming Col du Platzerwasel (1 193 m) na 71,5 km | 1e cat. 7,1 km à 8,4 % | 1e cat. 7,1 km à 8,4 % |
| Plaats                                              | Naam                                                | Naam                                                | Punten                 |                        |
| Winnaar                                             | Joaquim Rodríguez                                   | Joaquim Rodríguez                                   | 10                     |                        |
| 2                                                   | Thomas Voeckler                                     | Thomas Voeckler                                     | 8                      |                        |
| 3                                                   | Tony Martin                                         | Tony Martin                                         | 6                      |                        |
| 4                                                   | Michał Kwiatkowski                                  | Michał Kwiatkowski                                  | 4                      |                        |
| 5                                                   | Giovanni Visconti                                   | Giovanni Visconti                                   | 2                      |                        |
| 6                                                   | Rein Taaramäe                                       | Rein Taaramäe                                       | 1                      |                        |

| Beklimming Col d'Oderen (884 m) na 103,5 km | Beklimming Col d'Oderen (884 m) na 103,5 km | Beklimming Col d'Oderen (884 m) na 103,5 km | 2e cat. 6,7 km à 6,1 % | 2e cat. 6,7 km à 6,1 % |
| Plaats                                      | Naam                                        | Naam                                        | Punten                 |                        |
| Winnaar                                     | Joaquim Rodríguez                           | Joaquim Rodríguez                           | 5                      |                        |
| 2                                           | Thomas Voeckler                             | Thomas Voeckler                             | 3                      |                        |
| 3                                           | Tony Martin                                 | Tony Martin                                 | 2                      |                        |
| 4                                           | Michał Kwiatkowski                          | Michał Kwiatkowski                          | 1                      |                        |

| Beklimming Col des Croix na 125,5 km | Beklimming Col des Croix na 125,5 km | Beklimming Col des Croix na 125,5 km | 3e cat. 3,2 km à 6,2 % | 3e cat. 3,2 km à 6,2 % |
| Plaats                               | Naam                                 | Naam                                 | Punten                 |                        |
| Winnaar                              | Joaquim Rodríguez                    | Joaquim Rodríguez                    | 2                      |                        |
| 2                                    | Thomas Voeckler                      | Thomas Voeckler                      | 1                      |                        |

| Beklimming Col des Chevrères (914 m) na 143,5 km | Beklimming Col des Chevrères (914 m) na 143,5 km | Beklimming Col des Chevrères (914 m) na 143,5 km | 1e cat. 3,5 km à 9,5 % | 1e cat. 3,5 km à 9,5 % |
| Plaats                                           | Naam                                             | Naam                                             | Punten                 |                        |
| Winnaar                                          | Joaquim Rodríguez                                | Joaquim Rodríguez                                | 10                     |                        |
| 2                                                | Giovanni Visconti                                | Giovanni Visconti                                | 8                      |                        |
| 3                                                | Michał Kwiatkowski                               | Michał Kwiatkowski                               | 6                      |                        |
| 4                                                | Amaël Moinard                                    | Amaël Moinard                                    | 4                      |                        |
| 5                                                | Christophe Riblon                                | Christophe Riblon                                | 2                      |                        |
| 6                                                | Thomas Voeckler                                  | Thomas Voeckler                                  | 1                      |                        |

| Beklimming La Planche des Belles Filles (1035 m) na 161,5 km | Beklimming La Planche des Belles Filles (1035 m) na 161,5 km | Beklimming La Planche des Belles Filles (1035 m) na 161,5 km | 1e cat. 5,9 km à 8,5 % | 1e cat. 5,9 km à 8,5 % |
| Plaats                                                       | Naam                                                         | Naam                                                         | Punten                 |                        |
| Winnaar                                                      | Vincenzo Nibali                                              | Vincenzo Nibali                                              | 20                     |                        |
| 2                                                            | Thibaut Pinot                                                | Thibaut Pinot                                                | 16                     |                        |
| 3                                                            | Alejandro Valverde                                           | Alejandro Valverde                                           | 12                     |                        |
| 4                                                            | Jean-Christophe Péraud                                       | Jean-Christophe Péraud                                       | 8                      |                        |
| 5                                                            | Romain Bardet                                                | Romain Bardet                                                | 4                      |                        |
| 6                                                            | Tejay van Garderen                                           | Tejay van Garderen                                           | 2                      |                        |

## Uitslagen
| Rituitslag Mulhouse - La Planche des Belles Filles 161,5 km) |                        |                    |          |
| Plaats                                                       | Naam                   | Ploeg              | Tijd     |
| Winnaar                                                      | Vincenzo Nibali        | Astana Pro Team    | 4u27'26" |
| 2                                                            | Thibaut Pinot          | FDJ.fr             | +15"     |
| 3                                                            | Alejandro Valverde     | Movistar           | +20"     |
| 4                                                            | Jean-Christophe Péraud | AG2R-La Mondiale   | z.t      |
| 5                                                            | Romain Bardet          | AG2R-La Mondiale   | +22"     |
| 6                                                            | Tejay van Garderen     | BMC Racing Team    | z.t      |
| 7                                                            | Richie Porte           | Sky ProCycling     | +25"     |
| 8                                                            | Leopold König          | Team NetApp-Endura | +50"     |
| 9                                                            | Joaquim Rodríguez      | Team Katjoesja     | +52"     |
| 10                                                           | Mikel Nieve            | Sky ProCycling     | +54"     |
|                                                              |                        |                    |          |
| 12                                                           | Bauke Mollema          | Belkin Pro Cycling | +1'06"   |
| 17                                                           | Jurgen Van den Broeck  | Lotto-Belisol      | +1'16"   |

| Strijdlustigste renner |             |                         |
|                        | Naam        | Ploeg                   |
|                        | Tony Martin | Omega Pharma-Quick-Step |

## Klassementen
| Algemeen Klassement |                        |                    |           |
| Plaats              | Naam                   | Ploeg              | Tijd      |
| Gele trui           | Vincenzo Nibali        | Astana             | 42u33'38" |
| 2                   | Richie Porte           | Team Sky           | + 2'23"   |
| 3                   | Alejandro Valverde     | Team Movistar      | + 2'47"   |
| 4                   | Romain Bardet          | AG2R La Mondiale   | + 3'01"   |
| 5                   | Tony Gallopin          | Lotto-Belisol      | + 3'12"   |
| 6                   | Thibaut Pinot          | FDJ.fr             | + 3'47"   |
| 7                   | Tejay van Garderen     | BMC Racing Team    | + 3'56"   |
| 8                   | Jean-Christophe Péraud | AG2R La Mondiale   | + 3'57"   |
| 9                   | Rui Costa              | Lampre-Merida      | + 3'58"   |
| 10                  | Bauke Mollema          | Belkin Pro Cycling | + 4'08"   |
|                     |                        |                    |           |
| 11                  | Jurgen Van den Broeck  | Lotto-Belisol      | + 4'18"   |

| Ploegenklassement |                  |            |
| Plaats            | Ploeg            | Tijd       |
|                   | AG2R La Mondiale | 127u48'28" |
| 2                 | Astana           | + 3'19"    |
| 3                 | Belkin           | + 4'25"    |
| 4                 | Team Sky         | + 4'56"    |
| 5                 | BMC Racing Team  | + 20'38"   |
| 6                 | Team Movistar    | + 22'27"   |
| 7                 | Lampre-Merida    | + 24'04"   |

## Nevenklassementen
| Puntenklassement |                   |                 |        |
| Plaats           | Naam              | Ploeg           | Punten |
| Groene trui      | Peter Sagan       | Cannondale      | 287    |
| 2                | Bryan Coquard     | Europcar        | 156    |
| 3                | Marcel Kittel     | Giant-Shimano   | 146    |
|                  |                   |                 |        |
| 8                | Greg Van Avermaet | BMC Racing Team | 87     |
| 16               | Tom Dumoulin      | Giant-Shimano   | 51     |

| Bergklassement |                   |                         |        |
| Plaats         | Naam              | Ploeg                   | Punten |
| Bolletjestrui  | Joaquim Rodríguez | Team Katjoesja          | 51     |
| 2              | Thomas Voeckler   | Europcar                | 34     |
| 3              | Tony Martin       | Omega Pharma-Quick-Step | 26     |
| 4              | Vincenzo Nibali   | Astana Pro Team         | 20     |
|                |                   |                         |        |
| 19             | Lieuwe Westra     | Astana Pro Team         | 4      |

| Jongerenklassement |                    |                         |           |
| Plaats             | Naam               | Ploeg                   | Tijd      |
| Witte trui         | Romain Bardet      | AG2R La Mondiale        | 42u36'39" |
| 2                  | Thibaut Pinot      | FDJ.fr                  | +46"      |
| 3                  | Michał Kwiatkowski | Omega Pharma-Quick-Step | +1'38"    |
|                    |                    |                         |           |
| 4                  | Tom Dumoulin       | Giant-Shimano           | +12'18"   |